# مقاطعة كاياهوغا (أوهايو)
مقاطعة كاياهوغا هي مقاطعة في ولاية أوهايو الأمريكية، تقع في الجزء الشمالي الشرقي للولاية ولها شاطئ على بحيرة إيري العظمى. في تعداد عام 2000 كانت كاياهوغا أكثر المقاطعات سكانا في أوهايو حيث بلغ عدد سكانها 1,393,978 نسمة. أكبر المدن فيها وحاضرتها هي مدينة كليفلاند، لكن المقاطعة نفسها تعتبر جزءا من كليفلاند الكبرى حيث تضم الأخيرة خمسة مقاطعات غير كاياهوغا. كلمة كاياهوغا في لغة شعب الغاكن الأصلي تعني النهر الملتوي. وأيضا يسمى النهر الذي يقع الولاية بنهر كاياهوغا.

## جغرافية المقاطعة
تبلغ مساحة المقاطعة الكلية 3,226 كم²، تمثل اليابسة 1,187 كم² منها بينما تمثل المياه 2,038 كم² أي بما يعادل 63.1% من المساحة الكلية. للمقاطعة حدود مع 6 مقاطعات أخرى هي لايك إلى الشرق الشمالي، جيوغا إلى الشرق، صمِت ومداينا إلى الجنوب، ولوراين إلى الغرب.

## ديموغرافية المقاطعة
تبين في إحصاء سنة 2000 ان هناك 1,393,978 شخص يسكنون المقاطعة ويكونون 571,457 أسرة، منهم 354,874 عائلة. معدل الكثافة السكانية للمقاطعة هو 1,174 نسمة/كم². يوجد في المقاطعة 616,903 وحدة سكنية بمعدل 520 وحدة/كم². يحتل البيض المركز الأول في البنية القومية للمدينة حيث يكونون 67.35% من سكانها. اما باقي الأعراق والجنسيات فتوزيعها 27.45% للسود أو (الأفارقة الأمريكان)، 0.18% سكان أصليين، 1.81% آسيوييون، 0.02 % من سكان المحيط الهادئ، 1.5% من جنسيات أخرى، 1.68% من عرقين مختلفين، و3.38% لاتين.
من اجمالي 571,457 أسرة 28.5% منهم عندهم أطفال تحت سن الثامنة عشرة، 42.4% عبارة عن زوجين يعيشان مع بعض، 15.7% رب الأسرة هي امرأة تعيش بدون زوج.، 37.9% لا يعدون كعوائل. يكون الأفراد الذين يعيشون وحدهم 32.8% من اجمالي الأسر، 12.1% منهم تزيد أعمارهم عن 65 عاما. المعدل العام لحجم الأسرة في المقاطعة هو 2.39 فرد، ومعدل حجم العائلة هو 3.06 فرد.
تكون الفئة العمرية تحت سن الثمانية عشرة عاما 25% من اجمالي السكان، و8% لمن اعمارهم بين ال18 و24 عاما. أما فئة الشباب من أعمار 25 إلى 44 فتكون 22% من السكان، وتكون الفئة بين عمري 44 إلى 64 22.2%، بينما تصل نسبة كبار السن من عمر 65 عاما فما فوق إلى 15.6%. متوسط العمر 37 سنة. في مقابل كل انثى يوجد هناك 89.5 ذكر، لكن في مقابل كل 100 انثى من عمر 18 فما فوق ينقص عدد الذكور إلى 85.2 ذكر.

## بلديات المقاطعة
| - قرية باي - بيتشود - بيدفورد - مرتفعات بيدفورد - بنتليفل - بييرا - براتنال - بريكسفل - مرتفعات برودفيو - بروك بارك - بروكلين - مرتفعات بروكلين - منخفضات تشاغرين - كليفلاند - مرتفعات كليفلاند | - مرتفعات كاياهوغا - كليفلاند الشرقية - يوكليد - فايرفيو بارك (حديقة النظرة المعتدلة) - مرتفعات غارفيلد - غايتس ميلز (طواحين البوابات) - غلينويلو - مرتفعات هايلاند - تلال هايلاند - هنتينغ فالي (وادي الصيد) - إندبندنس (الاستقلال) - لايكود - لندايل - ليندرست | - مرتفعات مايبل - مرتفعات مايفيلد - قرية مايفيلد - مرتفعات ميدلبرغ - هضاب مورلاند - مرتفعات نيوبرغ - أولمستد الشمالية - راندال الشمالية - ريولاتون الشمالية - أواكود - منخفضات أولمستد - أورانج - بارما - مرتفعات برما | - ببر بايك - مرتفعات ريتشموند - نهر راكي - الهضاب السبعة - مرتفعات شايكر - صالن - يوكليد الجنوبية - سترونغسفيل - مرتفعات الجامعة - فالي فيو - ولتون هيلز - مرتفعات وارينسفيل - ويستلايك - ودمري |

## وصلات خارجية
- موقع مقاطعة كاياهوغا على الشبكة (e)